# Zebra & Bagad Karaez
Vous lisez un « bon article » labellisé en 2014.
Albums par DJ Zebra
Samsara
(2011) Mambopunk
(2015)
Singles
1. Plus rien ne m'arrête
Sortie : 20 août 2012
2. The Unknown Soldier
Sortie : 18 mars 2013 (promotionnel)

Zebra & Bagad Karaez est un album de rock français aux sonorités de musique bretonne, fruit d'un travail entre DJ Zebra et le Bagad Karaez. Il sort le 20 octobre 2012 et est distribué par le label Avel Ouest de Coop Breizh ainsi que par le distributeur digital IDOL.
Les origines du disque remontent à un projet musical mené dans le cadre du 20e anniversaire du festival des Vieilles Charrues de 2010, et destiné initialement uniquement à la scène. Le succès de celui-ci incite DJ Zebra à travailler sur la création d'un album à partir août 2011, et ce dernier est effectivement enregistré à Carhaix et Paris entre février et avril 2012.
Produit par Zebra, il mêle compositions originales et reprises. Parmi les huit chansons qu'il a écrites, deux sont interprétées en duo avec Tom Hogg et deux autres sont en duos avec Cali et Arno. L'accueil critique à sa sortie est plutôt positif, notamment par la presse bretonne. Commercialement, le disque s'écoule à environ 10 000 exemplaires.

## Historique

### Premières collaborations
Les collaborations entre le Bagad Karaez et Antoine Minne, alias DJ Zebra, commencent en juillet 2008, lorsque ce dernier les invite dans son show « Zebramix », au festival des Vieilles Charrues à Carhaix dans le Finistère. Il cherche alors une poignée de musiciens de bagad pour reprendre La Marche Impériale de John Williams, tirée de Star Wars, pour son entrée sur la grande scène. Ils sont finalement une quinzaine à venir et à jouer avec lui ce jour-là. Cet échange n'en reste pas là, et la même année le bagad est de nouveau invité à jouer avec lui lors d'un concert à l'Élysée Montmartre à Paris le 18 octobre.
Le groupe retrouve ponctuellement DJ Zebra sur scène : en 2009 au festival Panoramas à Morlaix, en 2010 au festival Fnac Indétendances à Paris (un set d’une heure devant 4 000 personnes), en 2011 au concert de fin de saison du Stade rennais au stade de la route de Lorient à Rennes (avec le Bagad de Cesson-Sévigné en renfort).

### Genèse du projet

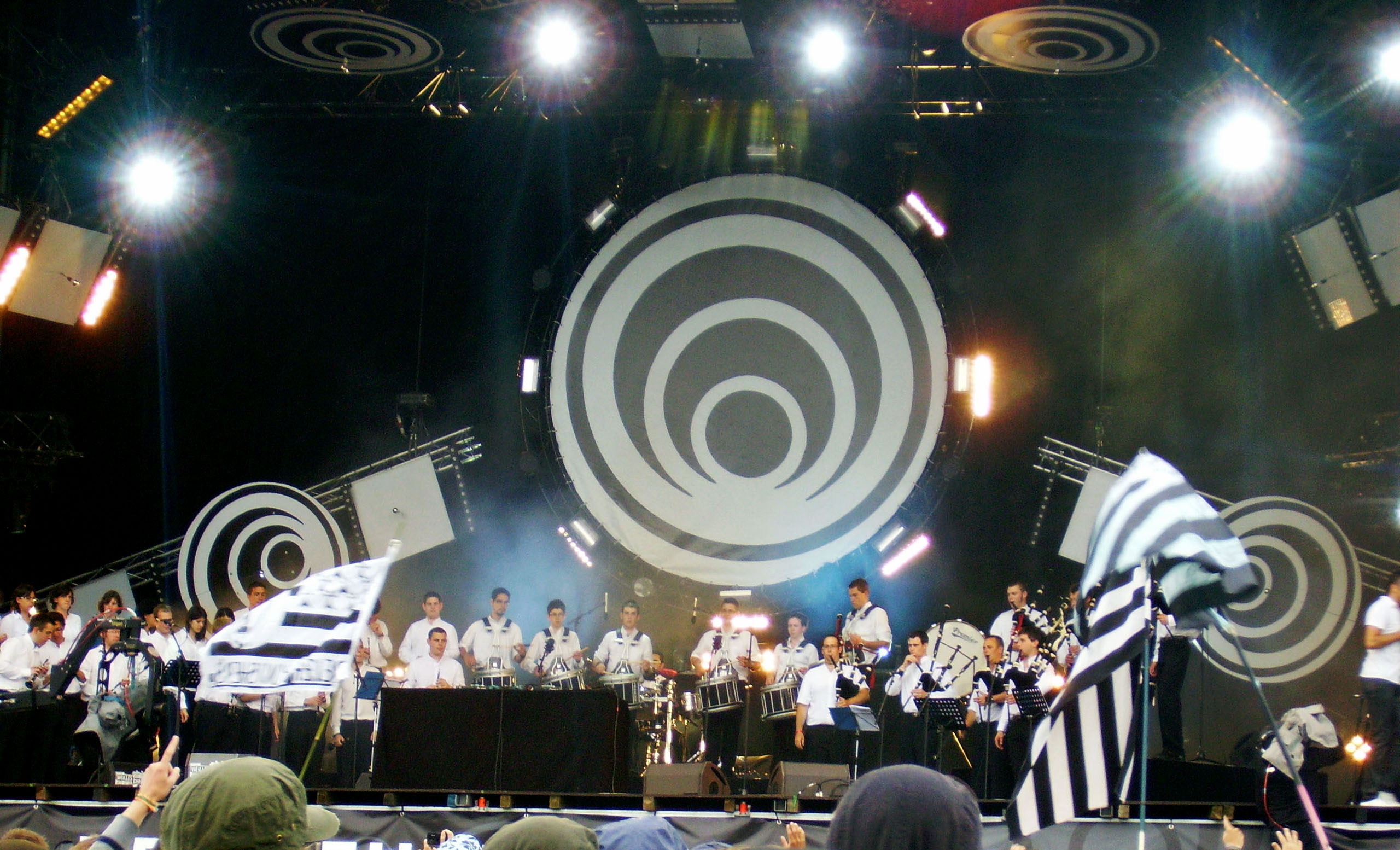
Création originale pour la du festival des Vieilles Charrues le 27 juillet 2011.

Le 27 juillet 2011, le festival des Vieilles Charrues fête son 20e anniversaire et DJ Zebra propose un show spécial pour l'occasion, qu'il décrit comme « un détournement de celtes ». Le concert est conçu comme une série de bootlegs entre reprises rock et morceaux de musique bretonne. Cette fois, ce sont 38 musiciens du bagad qui participent à la totalité du spectacle, qui se tient devant 30 000 spectateurs.
Au programme, des reprises de chansons rock comme Hells Bells d'AC/DC, L'homme pressé de Noir Désir, L.A. Woman des Doors, ou encore The Passenger d'Iggy Pop. Vive ma liberté d'Arno et Right Here Right Now de Fatboy Slim sont aussi reprises, la vidéo de ce dernier enregistrant quelque 140 000 visionnages sur internet les mois suivants, et connaissant le même succès lorsque DJ Zebra le réutilise deux mois plus tard lors du festival de Saint-Nolff. Le musicien affirme par ailleurs les mois suivants n'avoir jamais eu autant de retours positifs après un concert de toute sa carrière.

### Création de l'album
Dès le mois d'août 2011, Zebra commence à travailler sur un album, gardant le son développé par le groupe, mais cette-fois avec des compositions originales. Il écrit près de la moitié des morceaux de l'album en un mois. Il veut cependant conserver les reprises d'Arno et de Fatboy Slim qui ont eu du succès à Carhaix, et prend contact avec le chanteur Cali et le groupe Été 67 pour des compositions. Début septembre 2011, le projet d'album commence à être évoqué dans les médias, avec comme objectif une sortie pour le printemps 2012, suivie d'une tournée en été. Zebra commence à passer plusieurs week-ends dans la capitale du Poher à partir d'octobre pour enregistrer des démos avec le bagad, pour ensuite démarcher les maisons de disques.
L'enregistrement commence finalement au Cinedix de Carhaix du 23 au 25 février 2012, avec une première session dédiée au bagad. Les trois pupitres sont enregistrés séparément les uns après les autres par Cédric Huet, ingénieur du son du studio Siwa à Quimper, qui a l'habitude de travailler avec ce type de groupe. Les assemblages rythmiques définitifs avaient déjà été réalisés par Zebra dans son home studio auparavant. En mars et avril, Zebra enregistre les parties rock (guitares, basse, claviers) et les voix au studio Magnetica à Paris, avec le réalisateur Marlon B (Brigitte, -M-, Sinclair). Les parties de cuivres sont assurées par Stéphane Montigny (trombone et arrangeur) et Nicolas Puisais (trompette). Les chanteurs Arno, l'Anglais Tom Hogg, et Cali enregistrent leurs voix séparément. L'ensemble est finalement mixé par Marlon B en mai et juin 2012. Les bandes sont mastérisées en juin à Paris par Antoine « Chab » Chabert, lequel effectue ensuite le mastering de l'album Random Access Memories de Daft Punk, qui reçoit notamment le Grammy Award de l'enregistrement de l'année.

## Exploitation

### Promotion et ventes

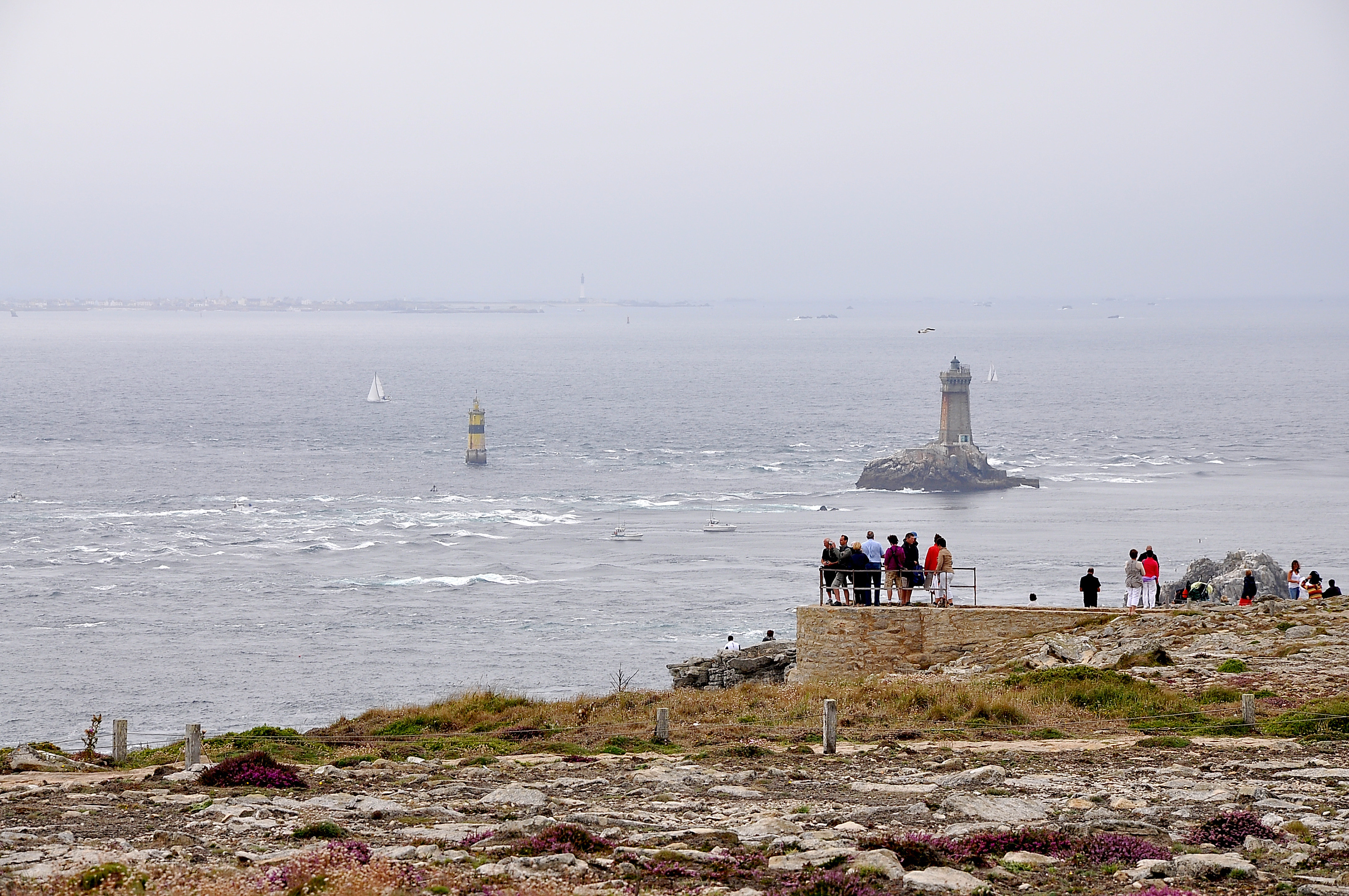
L'île de Sein sert de décor au clip de The Unknown Soldier.

L'album est produit par le propre label indépendant de Zebra, Zebramix, et est distribué sous le label Avel Ouest de Coop Breizh. Le 16 mai 2012, les deux premiers morceaux Le Pouvoir des pierres et Vive ma liberté sont révélés à la presse et aux partenaires. Treize titres au total sont enregistrés : neuf créations originales et quatre reprises. Le premier extrait public de l'album, Plus rien ne m'arrête, commence à être diffusé mi-juin sur les radios bretonnes. Un second morceau, Celtic Suckers, est diffusé en ligne à partir du 3 septembre et un troisième morceau, The Unknown Soldier, sort en avril 2013 accompagné d'un clip vidéo, tourné par Jean-Sébastien Desbordes à l'île de Sein.
Un film documentaire, nommé Un zèbre dans le Kreiz Breizh, est réalisé par Bertrand Basset, parallèlement à la réalisation de l'album. L'album est présenté pour la première fois au public lors d'un concert à l'Espace Glenmor de Carhaix, là où est né le projet, le 16 juin 2012. Le 19 septembre, l'album est à nouveau joué sur scène lors d'un concert réservé aux partenaires et supporters du FC Lorient, ce qui donnera lieu au tournage du clip Celtic Suckers par Thibaut Boulais. Le 8 décembre 2012, Zebra & Bagad Karaez réalisent un concert spécial au Studio 105 de la Maison de la Radio, à Paris, retransmis en direct sur France Bleu 107.1 et en léger différé sur les antennes bretonnes de France Bleu (Breizh Izel et Armorique).
L'album atteint sa meilleure place en termes de ventes du « top albums France » lors de la semaine de sa sortie, le 20 octobre 2012, avec une 168e place. À la fin de la tournée en 2013, Zebra déclare sur son site que l'album s'est vendu à près de 10 000 exemplaires.

### Tournée
Une tournée d'automne est annoncée au printemps 2012 pour la promotion de l'album, passant dans plusieurs grandes villes françaises. Des contacts sont pris dès l'été 2012 avec des programmateurs des festivals, mais DJ Zebra évoque des difficultés y compris en Bretagne en raison de l'utilisation d'un bagad : 18 musiciens sont au minimum sur scène et ce sont des musiciens amateurs pour la plupart.
Finalement, le groupe se produit dans une quinzaine de salles en France dont l'Olympia et l'Alhambra à Paris, et participe à des festivals comme Rocktamuble à Grenoble, pour un total d'une trentaine de dates de concerts. La dernière date de la tournée correspond aux célébrations du 20e anniversaire de la recréation du Bagad Karaez le 2 novembre 2013.

### Réception critique et récompenses

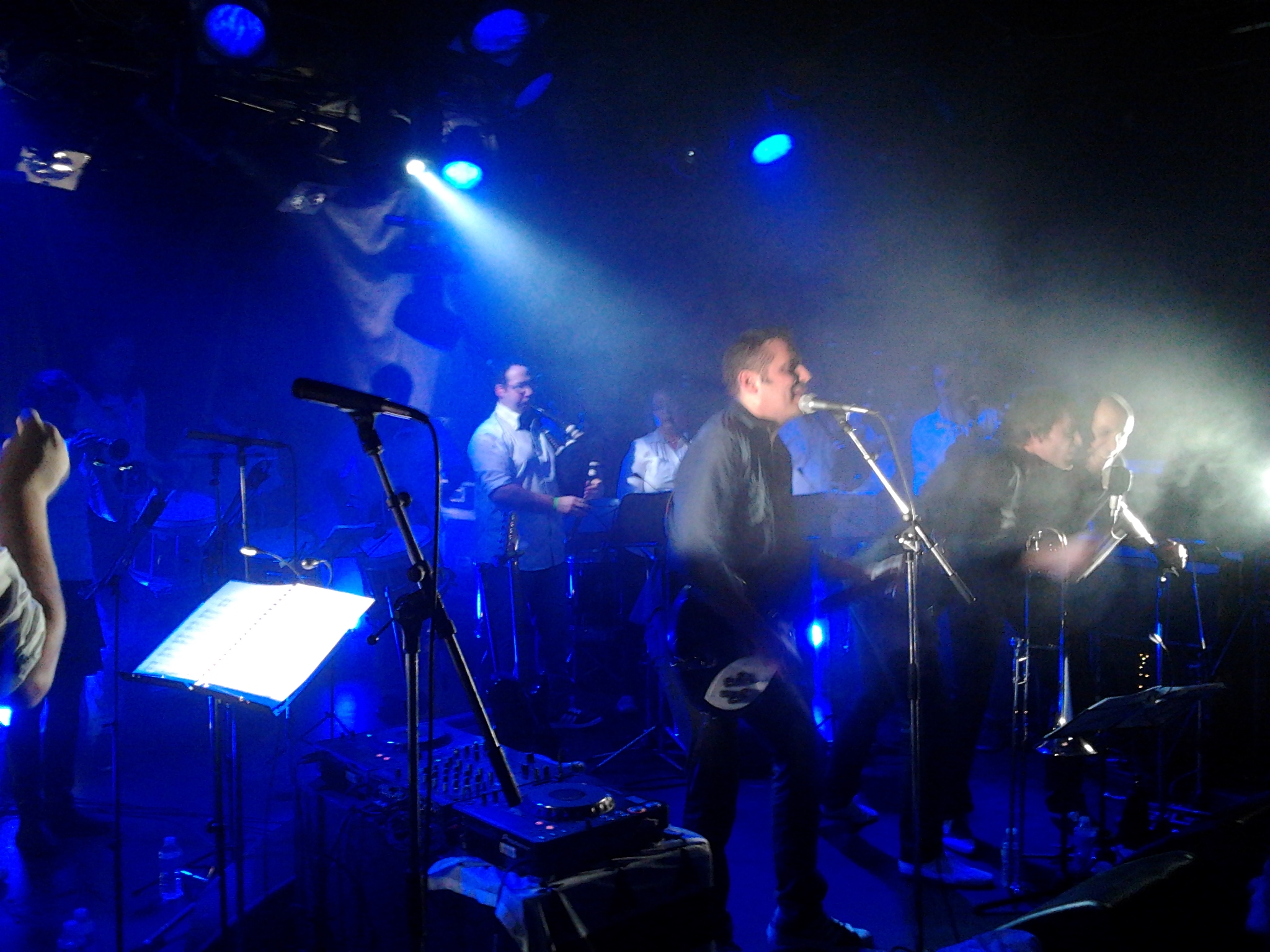
concert de la formation à l'Ubu (Rennes) en novembre 2012.

Le 16 mai 2012, l'édition de Carhaix-Plouguer du journal Ouest-France titre « Zebra et Bagad Karaez réinventent le rock breton ». Dans son édition du 22 octobre 2012, le journal Le Télégramme attribue trois étoiles sur quatre à l'album. Le journaliste Frédéric Jambon considère que leur album est « à l'image de leur emblème, la fusée-menhir. Il décolle en crachant le feu et part à la conquête d'espaces rock encore vierges. Hors des sentiers traditionnels, les bombardes, cornemuses et batteries du Bagad Karaez s'éclatent. Elles sonnent ici comme une section de cuivres, balancent là riffs et gimmicks réjouissants, s'offrent une petite virée du côté du funk, dotant d'un éclat extraordinaire les chansons festives de Zebra. » Hervé Devallan, journaliste du site Bretagne Actuelle, l'évalue quant à lui par quatre hermines sur cinq et vante aussi les qualités du bagad : « c’est avec l’assurance de ses nombreux titres de champion que l’ensemble relève le défi avec justesse et précision sur les onze titres de l’opus qui se termine bien sûr par l’incroyable reprise de Fatboy Slim « Right here right now » ».
Le 26 octobre 2012, sur France Inter, Didier Varrod dédie son émission Encore un matin au projet, en diffusant des extraits de l'album. Selon lui, « ce disque est en premier lieu une aventure humaine qui se joue autour de l’idée du lien. Lien entre les styles, les époques, les mentalités et les cultures. Liens sacrés et sacrés liens joyeusement désacralisés. » Le résultat pour le site Froggy's Delight est le suivant : « on se prend assez vite au jeu, c'est festif, c'est rock, c'est puissant, les textes sont plutôt amusants et les arrangements remettent la musique traditionnelle au centre de son époque, l'usage qui en est fait allant souvent à contre-courant des idées reçues. Cela sonne certes breton, mais aussi très rock. Une énergie commune au service d'un album joyeux et sans complexe. ».
Sur le site de Télérama, Frédéric Péguillan dit apprécier « le mélange des genres pas banal », mais écrit concernant les chansons de Zebra être « réservé sur ses talents de compositeur même si on lui reconnaît un enthousiasme communicatif indéfectible ». Quant à Michel Toutous, dans la revue bretonne ArMen, il n'est pas déçu car dans cette configuration, « on s'attend à du très gros son » : « On donne dans le binaire largement assumé, on n’ira pas chercher ici les mélodies chaloupées du répertoire traditionnel, priorité à la pulsion ! Droit au but, donc, pour embarquer un auditeur qui trouvera à peine le temps de souffler tant le propos est tonique, avec quelques feux d’artifice éclatants. Les textes sont là uniquement pour enrichir la sonorité de l’ensemble, sans qu’il y ait un quelconque message glissé entre les lignes. ».
En février 2013, l'album est lauréat du dixième grand prix du disque du Télégramme, en recueillant 21,3 % des voix des internautes. Zebra et Yann Péron reçoivent le prix des mains de la précédente gagnante, la chanteuse Gwennyn, lors d'une émission télévisée spéciale diffusée sur la chaîne régionale Tébéo.

## Caractéristiques artistiques

### Évolutions musicales

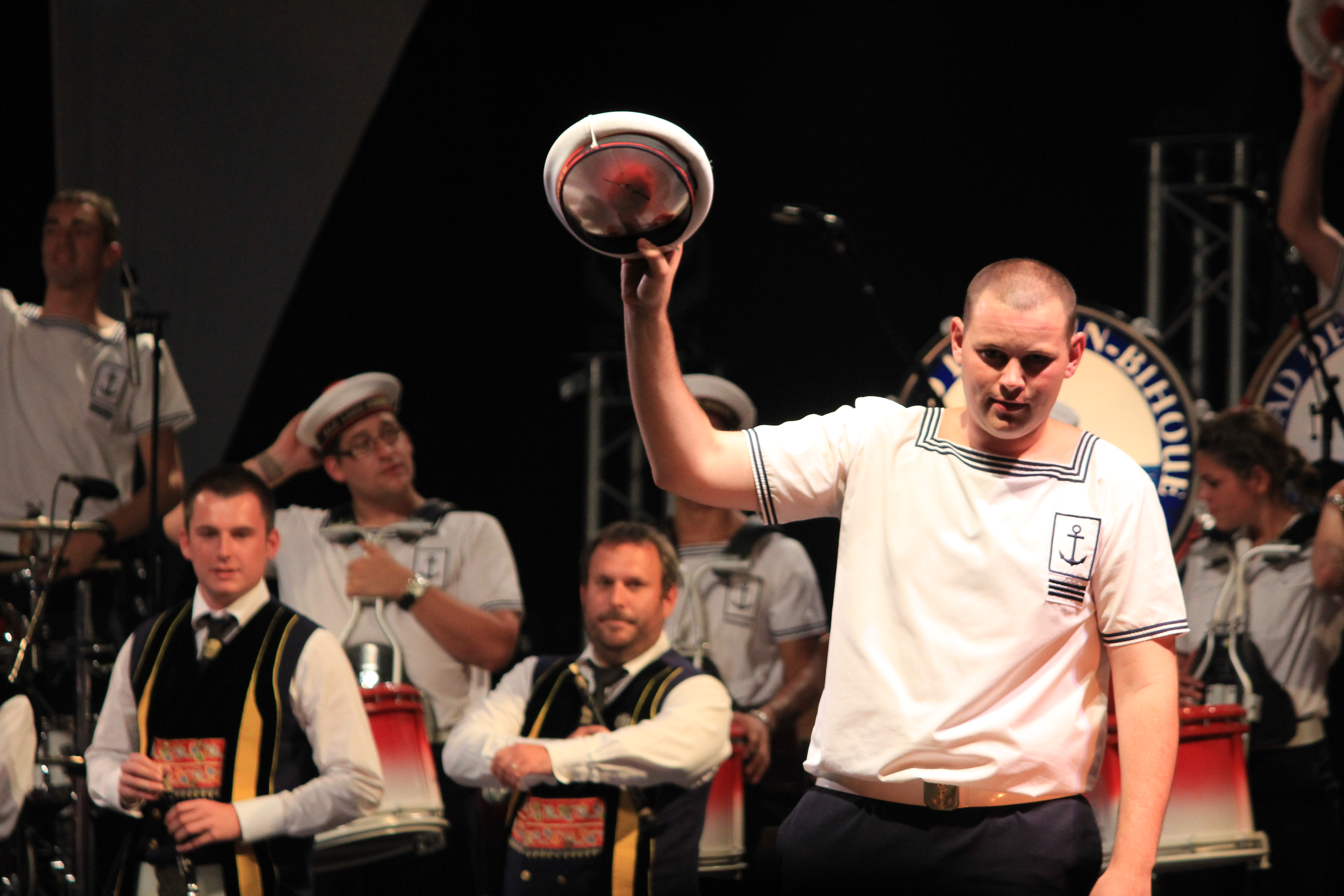
Yann Péron est penn sonneur du bagad de Lann-Bihoué et du Bagad Karaez au moment où l'album est élaboré.

La création de l'album arrive à un moment où DJ Zebra cherche à faire évoluer sa carrière musicale. Après avoir participé à Billy Ze Kick et les Gamins en Folie comme bassiste pendant les années 1990, il se fait connaître en solo comme DJ pour ses bootlegs à partir du début des années 2000. Il poursuit dans cette voie pendant dix ans, et déclare au moment de la sortie de l'album vouloir « tourner la page ». L'album est alors présenté comme le début d'une nouvelle aventure musicale. Zebra reprend le rôle de chanteur-interprète qu'il avait laissé de côté depuis 14 ans, celui de compositeur en s'inspirant du son du bagad pour l'intégrer à son univers rock anglais et l'écriture de chansons dans le même esprit de rencontres métissées.
Pour le Bagad Karaez, le plus ancien bagad de Bretagne, le travail avec DJ Zebra est concomitant avec une montée en puissance du groupe à différents niveaux. En championnat national des bagadoù, l'ensemble domine la 3e catégorie lors de l'édition 2011, et rate de peu la montée en 1re catégorie l'année suivante à quelques points seulement du Bagad Elven mené par Roland Becker. Le Bagad peut aussi compter à l'époque sur quatre de ses membres qui ont intégré le Bagad de Lann-Bihoué, dont Yann Péron qui est le penn-sonneur du bagad de la Marine nationale et de celui de Carhaix. Le groupe décide par ailleurs en septembre 2012 de ne pas participer à l'édition 2013 du championnat des bagadoù afin de se concentrer sur la promotion de l'album.

### Style musical
Selon DJ Zebra, l'ensemble se démarque du rock celtique, car selon lui le rock celtique est de la musique traditionnelle jouée avec des instruments rock, alors que dans son projet il s'agit de rock joué avec les instruments d'un bagad. Dans l'émission CD'Aujourd'hui, diffusée sur France 2 le 31 octobre 2012, il déclare utiliser la puissance des bombardes et des cornemuses, qu'il voyait comme « quelque chose de très martial, très rock », car peu de choses s'étaient faites de « manière profane » et parle donc « d'un rock à inspiration bretonne plutôt que d'un rock breton ».
Jean-Claude Demari du journal Le Monde le décrit comme un mélange « pop, rock, électro et musique emblématiquement celtique » et fait le lien avec un travail qu'il juge similaire de Loran des Bérurier Noir qui avait associé les mêmes types d'instruments à partir de 2007 avec Les Ramoneurs de Menhirs.

### Thèmes abordés

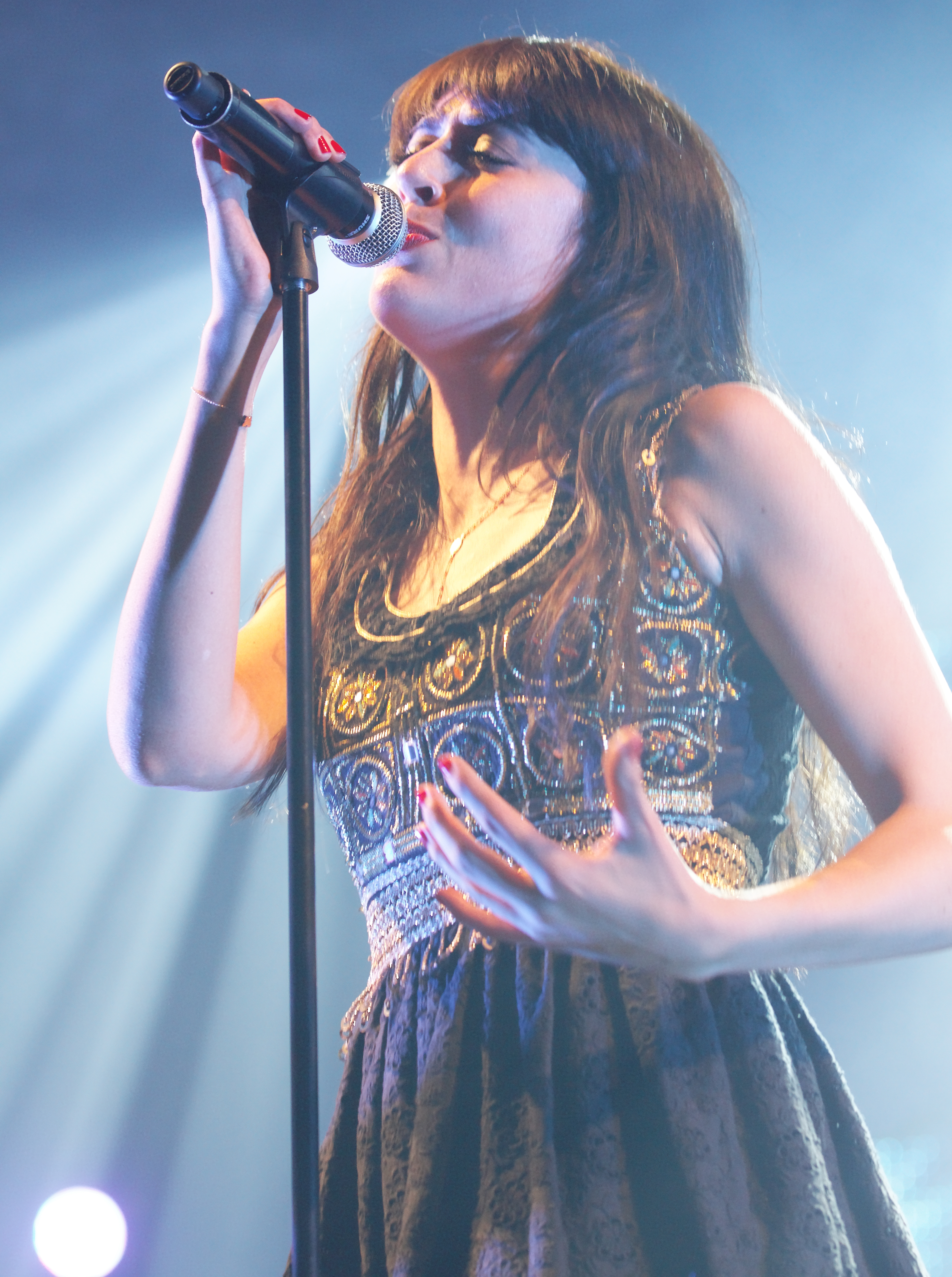
Le premier morceau de l'album est composé en réaction à l'album Bretonne de Nolwenn Leroy en 2010, perçu par Zebra comme montrant une « Bretagne du passé et nostalgique ».

Le morceau d'ouverture, Space Breizh est présenté par son compositeur comme un « délire un peu psychédélique » dont « le thème rejoint dans l'esprit « La marche impériale » de Star Wars, (...) premier morceau (...) joué ensemble avec le Bagad Karaez en 2008 au Festival des Vieilles Charrues ». L'image futuriste du menhir-fusée s'oppose à la « Bretagne du passé et nostalgique » présentée par l'album Bretonne de Nolwenn Leroy, sorti en 2010.
Le titre Plus rien ne m'arrête est une chanson rock, équilibrée musicalement entre les guitares, les instruments du bagad, des cuivres et Zebra au chant. Les paroles de la chanson font référence à plusieurs musiciens et groupes français comme Alain Bashung (Osez Joséphine), Noir Désir (Soyons désinvoltes, n'ayons l'air de rien) ou Téléphone (Crache ton venin). Selon le compositeur, l'inspiration est tirée du nombre de refus essuyés auprès de maisons de disques nationales pour produire le disque, étant la chanson qu'il a écrite en dernier.
Trois morceaux, Le Pouvoir des pierres, The Unknown Soldier et Gone with the Wind, sont écrits pour l'album en vue d'être chantées en duo, la première avec Cali, et les deux suivantes avec Tom Hogg (du groupe The Hosts). Le premier fait référence au mégalithisme de la Bretagne et le met en relation avec la sensation ressentie lors d'un concert sur une grande scène, là où le second traite du « constat d’un musicien aigri devant la télé » et tend vers « une espèce de complainte d’un soldat inconnu ». Le thème de la Bretagne est de nouveau présent dans deux autres titres, Le Grand Ouest qui le conjugue avec une « atmosphère musicale un peu à la Ennio Morricone », et Celtic Suckers qui est composé comme « un hymne, genre pour les stades de foot, avec des mecs qui se moqueraient gentiment de la Bretagne ».
Deux titres sont issus de collaborations avec d'anciens groupes de DJ Zebra. Zebreizh est composé à l'origine pour Raggamins, sorte de « section reggae » de Billy Ze Kick et les Gamins en Folie où joue à l'époque DJ Zebra. Funk-sur-mer est composé lui pour Demain les poulpes et est à l'origine un morceau funk exclusivement instrumental, auquel sont rajoutées pour cet album des paroles reprenant le thème du voyage de Jason et des Argonautes dans la mythologie grecque. Deux reprises datant du festival des Vieilles Charrues de 2011 figurent enfin dans le disque Vive ma liberté dans laquelle Arno, le chanteur original, prête sa voix, et Right Here, Right Now de Fatboy Slim. C'est cette reprise, dont l'extrait filmé aux Vieilles Charrues connaît le succès sur YouTube avec près de 200 000 vues, qui convainc les musiciens d'enregistrer un album pour poursuivre l'aventure musicale.

### Pochette
Bruno Souêtre est le graphiste de l'album. La photo de couverture est signée Éric Vernazobres. En premier plan, deux femmes dansent parmi d'autres personnes sans que l'on puisse voir leurs visages, avec un effet de flou. Seul le centre de la photo est net et permet de distinguer la tête émerveillée de Zebra. Celui-ci regarde au-dessus de lui le cosmonaute brandissant le drapeau breton devant un projecteur éblouissant. Pour Zebra, un parallèle peut être fait avec le premier cosmonaute français, Jean-Loup Chrétien, qui était breton et qui avait emporté un Gwenn ha Du dans l'espace. La séance photo a lieu dans la salle du Divan du Monde à Paris. La mise en scène donne lieu à l'enregistrement vidéo du clip de Space Breizh.
Le verso du disque présente une photo prise par Diane Hion lors du concert de Zebra accompagné par le Bagad Karaez au festival Fnac Indétendances à Paris le 7 août 2010. Zebra se situe au niveau du public qui a les bras levés, donnant l'impression qu'il s'apprête à faire un slam, avec un drapeau breton en arrière-plan.

## Fiche technique

### Liste des morceaux
| 1.    | Space Breizh           |               | A. Minne                     |                  | 2:47 |
| 2.    | Plus rien ne m'arrête  | A. Minne      | A. Minne                     | Zebra            | 3:04 |
| 3.    | Le pouvoir des pierres | A. Minne      | A. Minne                     | Zebra & Cali     | 3:39 |
| 4.    | Zebreizh               |               | A. Minne                     |                  | 1:51 |
| 5.    | The Unknown Soldier    | A. Minne      | A. Minne - S. Montigny       | Zebra & Tom Hogg | 4:10 |
| 6.    | Le grand Ouest         | A. Minne      | A. Minne                     | Zebra            | 4:44 |
| 7.    | Funk sur mer           | A. Minne      | A. Minne - arr. S. Montigny  | Zebra            | 3:28 |
| 8.    | Vive ma liberté        | Arno Hintjens | Arno Hintjens - A. Cominotto | Zebra & Arno     | 3:45 |
| 9.    | Celtic Suckers         | A. Minne      | A. Minne                     | Zebra            | 3:26 |
| 10.   | Gone with the Wind     | A. Minne      | A. Minne - arr. S. Montigny  | Zebra & Tom Hogg | 4:03 |
| 11.   | Right Here, Right Now  |               | Fatboy Slim - Peters - Walsh |                  | 5:44 |
| 40:34 |                        |               |                              |                  |      |

### Liste des musiciens

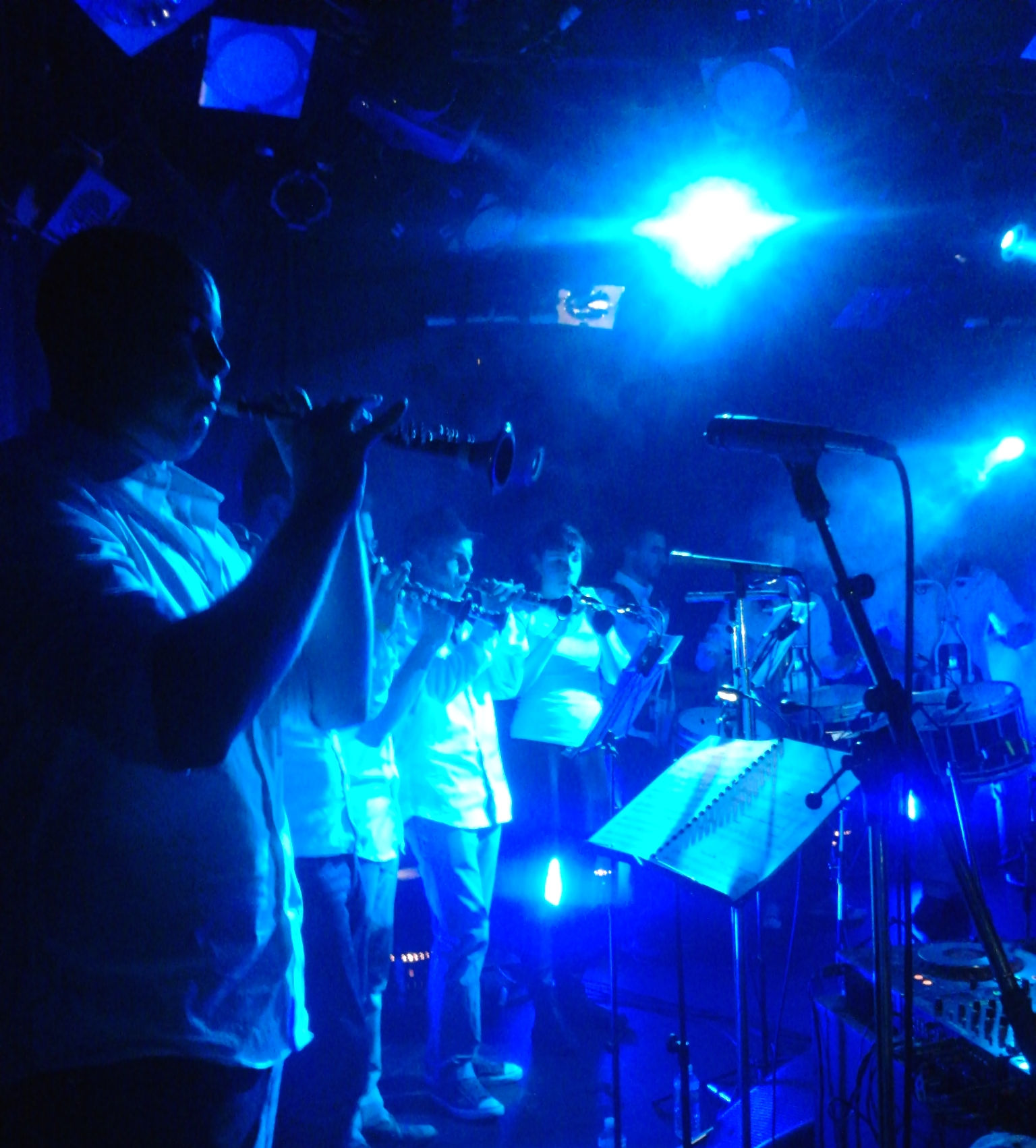
Concert de Zebra & Bagad Karaez, en 2012 à l'Ubu (Rennes)

- Zebra : chant, guitares, basse, claviers, assemblages rythmiques
- Stéphane Montigny : trombone, chœurs
- Nicolas Puisais : trompette, chœurs
- Cali : chant
- Tom Hogg : chant
- Arno : chant
- Eugénie Zebrowska Selin : chœurs

Bagad Karaez :
- bombardes : Yann Peron (penn), Maxime Quenet, Julien Gentil, Goulven Gentil, Youenn Nedelec, Guillaume Le Maître, Pierre Buguellou, Fanch Le Goff, Steffie Martin, Laure Martin, Solène Martin, Noëlle Fèvre, Aurélie Le Moigne, Emmanuelle Niviniou, Hugues Corbel, Maëlick Baniel, Mélanie Lévenez, Michel Clech
- cornemuses : Matthieu Le Faucheur (penn), Luc Péron, Arnaud Le Moigne, Corantin Chotard, Séverine Collobert, Luc Pouteau, Guillaume Fèvre, Jeff Baniel, Xavier Boderiou, Glenn Kersale, Florent Pouliquen.
- caisses claires : Alain Pastor (penn), Kevin Pastor, Marie Roujon, Anthony Cotton, Louis Roujon, Pablo Molard
- voix et chœurs : Jean Fanch Peron (Space Breizh) et les Celtic Suckers
- percussions : Matthieu Le Gall, Charly Le Floch, Mathilde Becam
- bidons : Nicolas Pichevin, Blandine Jamault et Alex Tardif (du Bagad Cesson-Sévigné)

## Sources